# La veritat (pel·lícula)
 La veritat  (títol original en francès: La Vérité) és una pel·lícula franco-italiana d'Henri-Georges Clouzot estrenada el 1960. Ha estat doblada al català.

## Argument[2]
Dominique Marceau, una seductora jove, és jutjada per l'homicidi del seu amant Gilbert Tellier. En el transcurs de les audiències, la verdadera cara de l'acusada es dibuixa a poc a poc.
Gilbert, un jove director d'orquestra, promès amb la seva germana Annie, violinista, s'enamora de Dominique. És la primera vegada que està enaamorada. No obstant això, per a ella és un compromís massa important per a la seva joventut inestable. Se li retrauran els seus costums lleugers durant el procés.
És per a Gilbert la revelació d'una passió devoradora, però massa possessiva per a la Dominique. Per a Annie és un drama. La Dominique, tanmateix, enganya Gilbert per venjar-se després que l'ha deixat creient que l'havia enganyat prèviament.
Aquest últim torna amb Annie i es promet amb ella. La Dominique s'enfonsa en una depressió en assabentar-se de la notícia. Intenta llavors tornar a veure Gilbert.
Gilbert tindrà encara una última aventura, secreta i fugaç amb la Dominique, però li dirà al matí que ja no està enamorada. Dominique, depressiva, es troba una pistola per eventualment suïcidar-se. Setmanes més tard, Dominique, encara enamorada, va al domicili de Gilbert. Mentre s'amenaça de suïcidar-se davant d'ell, la rebutja amb una gran violència verbal, el mata espontàniament. Intenta immediatament suïcidar-se, però sense efecte, ja que ha buidat el seu carregador en el furor del seu acte. Intenta llavors suïcidar-se amb gas. Salvada in extremis, passa davant l'audiència per a homicidi.

## Repartiment
- Brigitte Bardot: Dominique Marceau
- Sami Frey: Gilbert Tellier
- Charles Vanel: M. Guérin
- Paul Meurisse: M. Eparvier
- Louis Seigner: el president de la cort
- Marie-José Nat: Annie Marceau
- René Blancard: L'advocat general
- Jean-Loup Reynold: Michel Delaunay
- André Oumansky: Ludovic Toussaint
- Jacques Perrin: Jérôme Lamy
- Claude Berri: Georges
- Jacqueline Porel: L'ajudant de M. Guérin
- Colette Régis: La llogatera de Gilbert
- Fernand Ledoux: Dr. De Gérard
- Louis Arbessier: el professor del conservatori
- Colette Castel: L'advocat de la defensa
- Guy Tréjean: El metge
- Albert Michel: Un periodista l'audiència
- Dominique Zardi: Un home sortint del métro i a la terrassa d'un bar
- Barbara Sohmers: Daisy
- Christian Lude: Marceau, pare
- Suzy Willy: Sra. Marceau, la mare
- Jackie Sardou: Sra. Gaubert

## Al voltant de la pel·lícula
- Clouzot va declarar haver tingut la idea del guió després d'haver assistit a diferents processos de l'audiència. La pel·lícula és sobretot l'adaptació d'un fet real, la història de Pauline Dubuisson, jutjada el 1953 per l'homicidi del seu expromès Félix Bailly, que ha mort després que va trencar amb ella i es va prometre amb una altra jove. Si Pauline Dubuisson tingués alguns trets comuns amb el personatge de la pel·lícula, sobretot els costums lleugeres, no era la jove ociosa de la pel·lícula, ja que Pauline Dubuisson era estudiant de medicina. El realitzador ha apartat, d'altra banda, la prova viscuda als 18 anys per Pauline Dubuisson, víctima de l'Alliberament, violada per haver estat l'amant d'un metge-coronel alemany. Quan surt la pel·lícula el 1960, Pauline Dubuisson surt de la presó i intenta reprendre els seus estudis a París. L'estrena de la pel·lícula és un drama per a ella que aspira a l'oblit. Marxa a exercir com a interna a Essaouira al Marroc. Pauline Dubuisson es va suïcidar el 1963 al Marroc després d'un projecte de matrimoni amb un francès.
- La Veritat va ser el revelador del talent per la tragèdia de Brigitte Bardot. La seva actuació va ser destacada unànimement per la crítica.
- Brigitte Bardot i Sami Frey van viure una història d'amor després de la pel·lícula.
- Henri-Georges Clouzot, conegut per a la seva gran duresa, la seva misogínia i la seva tècnica que consisteix a collar fins a l'extrem les actrius de les seves pel·lícules, va empènyer tant Brigitte Bardot a «escopir les seves tripes», que aquesta última, massa impregnada del seu personatge, després del final del rodatge, va tenir una temptativa de suïcidi, com la Dominique al final de la pel·lícula.

## Premis i nominacions
Nominacions
- 1961: Oscar a la millor pel·lícula de parla no anglesa